# グラントルト
グラントルト（伊: Grantorto）は、イタリア共和国ヴェネト州パドヴァ県にある、人口約4,500人の基礎自治体（コムーネ）。

## 地理

### 位置・広がり

#### 隣接コムーネ
隣接するコムーネは以下の通り。
- カルミニャーノ・ディ・ブレンタ
- フォンタニーヴァ
- ガッツォ
- ピアッツォーラ・スル・ブレンタ
- サン・ジョルジョ・イン・ボスコ
- サン・ピエトロ・イン・グ

### 気候分類・地震分類
グラントルトにおけるイタリアの気候分類 (it) および度日は、zona E, 2401 GGである。
また、イタリアの地震リスク階級 (it) では、zona 2 (sismicità media) に分類される。

## 行政

### 分離集落
グラントルトには、以下の分離集落（フラツィオーネ）がある。
- Canfriolo, Canola (Due Albere), Rossignolo, Sant'Antonio, Trentunmozzo (Sega)

## 姉妹都市
- ファニャーノ・オローナ、イタリア
- グロットレ、イタリア